# Valladolid
Valladolid je průmyslové město v centrálním Španělsku ležící na soutoku řek Pisuerga a Esgueva. Je hlavním městem provincie Valladolid a autonomního společenství Kastilie a León. Má 316 000 obyvatel, s aglomerací pak 400 000.
Název města pochází z arabské fráze „země otce“ (Balad-Al-Walid).

## Historie

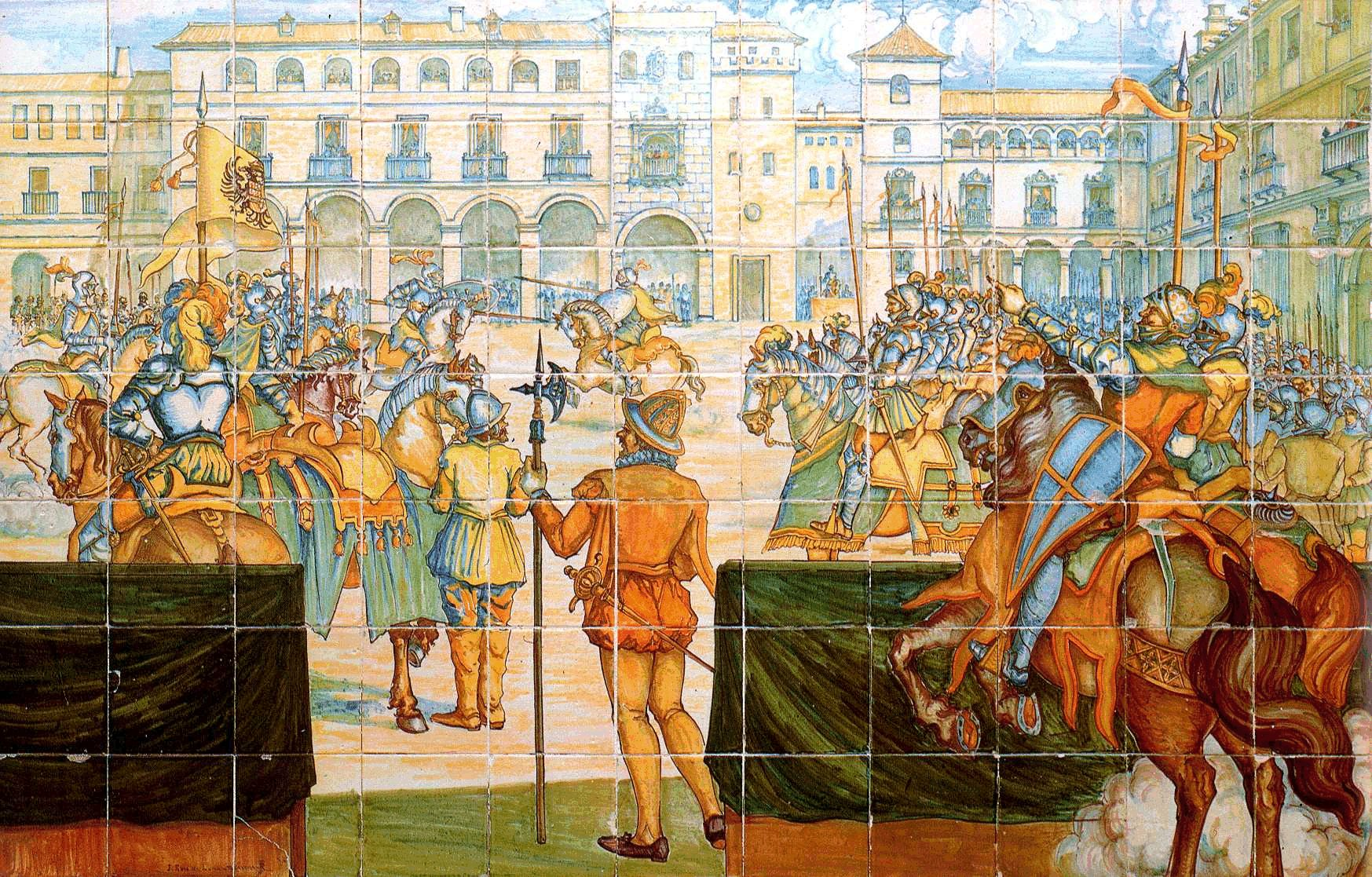
rytířské utkání na Plaza Mayor

Město založil keltský kmen Vakejů, kteří se usídlili ve střední části údolí řeky Duero. Později zde založili tábor Římané. Přítomnost obou skupin byla doložena archeologickým výzkumem. V 10. st. byla oblast obsazena Maury. V roce 1072 získal město Alfons VI. Kastilský. Nechal zde postavit palác a několik kostelů. K dalšímu rozvoji města dochází ve 12. a 13. st. po reconquistě. 19. října 1469 zde uzavřeli sňatek Isabela Kastilská a Ferdinand Aragonský, v průběhu 15. st. byl Valladolid sídlem kastilských králů. Později ještě krátce na poč. 17. st. V roce 1506 zde zemřel Kryštof Kolumbus, v jeho bývalém domě je nyní muzeum. Ve městě žil také Cervantes. Po odchodu královského dvora město ztratilo svoji důležitost. V 60. letech 20. st. došlo k velmi necitlivým stavebním zásahům do historické části města.

## Památky a významné stavby

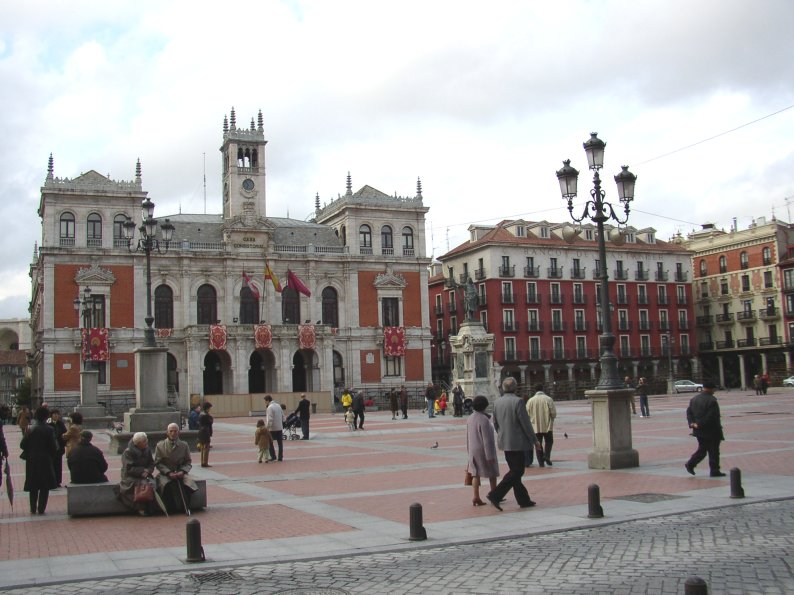
Plaza Mayor

Převážná a hlavní část města se rozkládá na pravém břehu řeky Pisuergy. Střed Valladolidu je na náměstí Plaza Mayor, 400 m východně od řeky. Čtvercové náměstí tvoří měšťanské domy s podloubím a budova radnice z počátku 20. st. Východním směrem se nachází jedna z nejvýznamnějších památek města, katedrála (Catedral de Nuestra Señora de la Asunción de Valladolid) v barokním stylu dokončená v druhé polovině 17. st. Hlavním architektem stavby byl J. de Herrera, který byl autorem španělského královského sídla El Escorial. Další z velmi ceněných staveb ve městě je dominikánský kostel San Pablo (s bohatou gotickou sochařskou výzdobou) z druhé pol. 15. st. a kolej San Gregorio. Nachází se na nám. San Pablo v docházkové vzdálenosti od náměstí Plaza Mayor a katedrály. V koleji je v současné době umístěno Národní sochařské muzeum. Ve městě se nachází řada dalších pozoruhodných sakrálních staveb, např. kostel San Benito s klášterem ze 14. st., gotický kostel Santa María la Antigua nebo neoklasicistní klášter a muzeum Santa Ana z 16. st. s uměleckou sbírkou.

### Fotogalerie

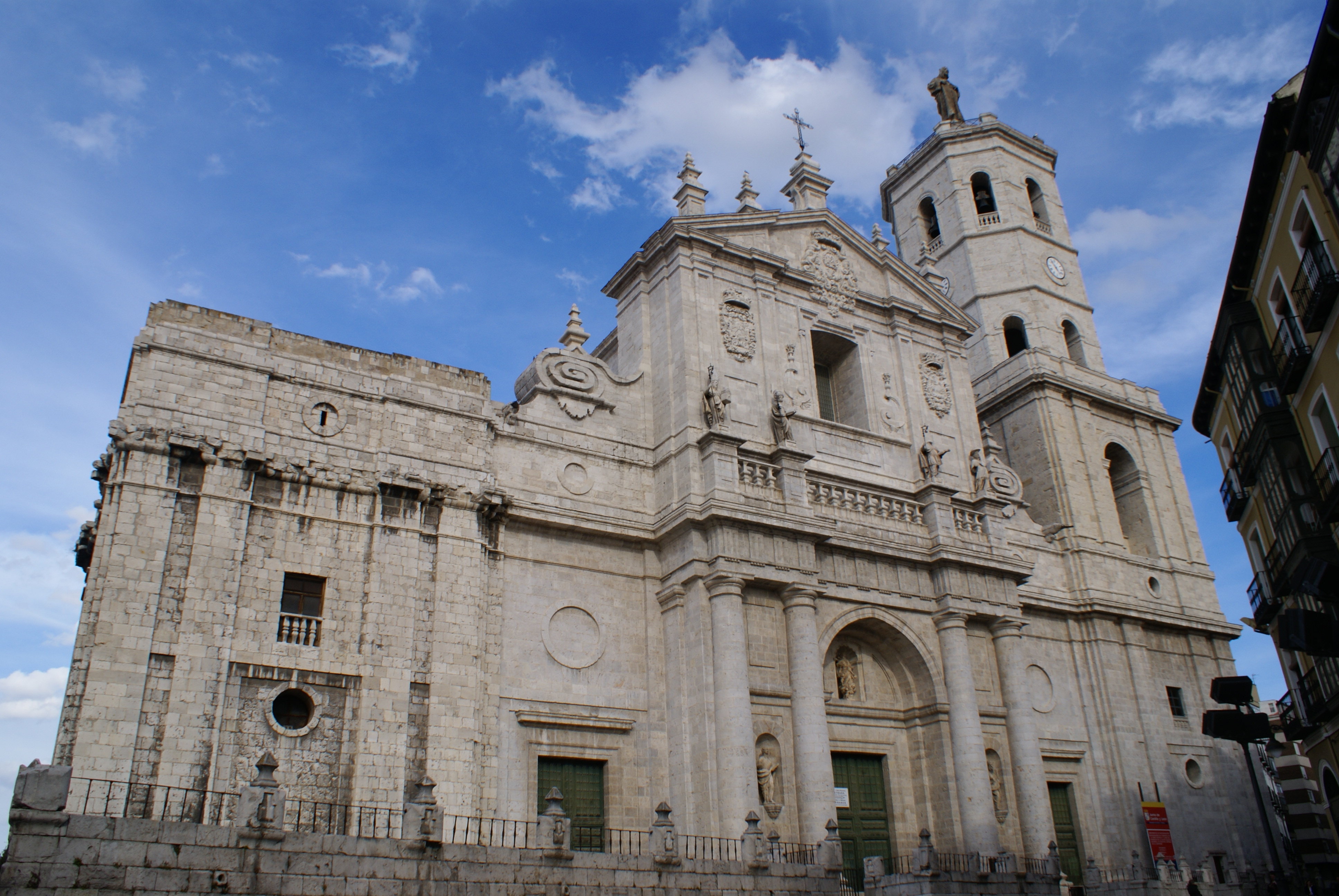
valladolidská katedrála
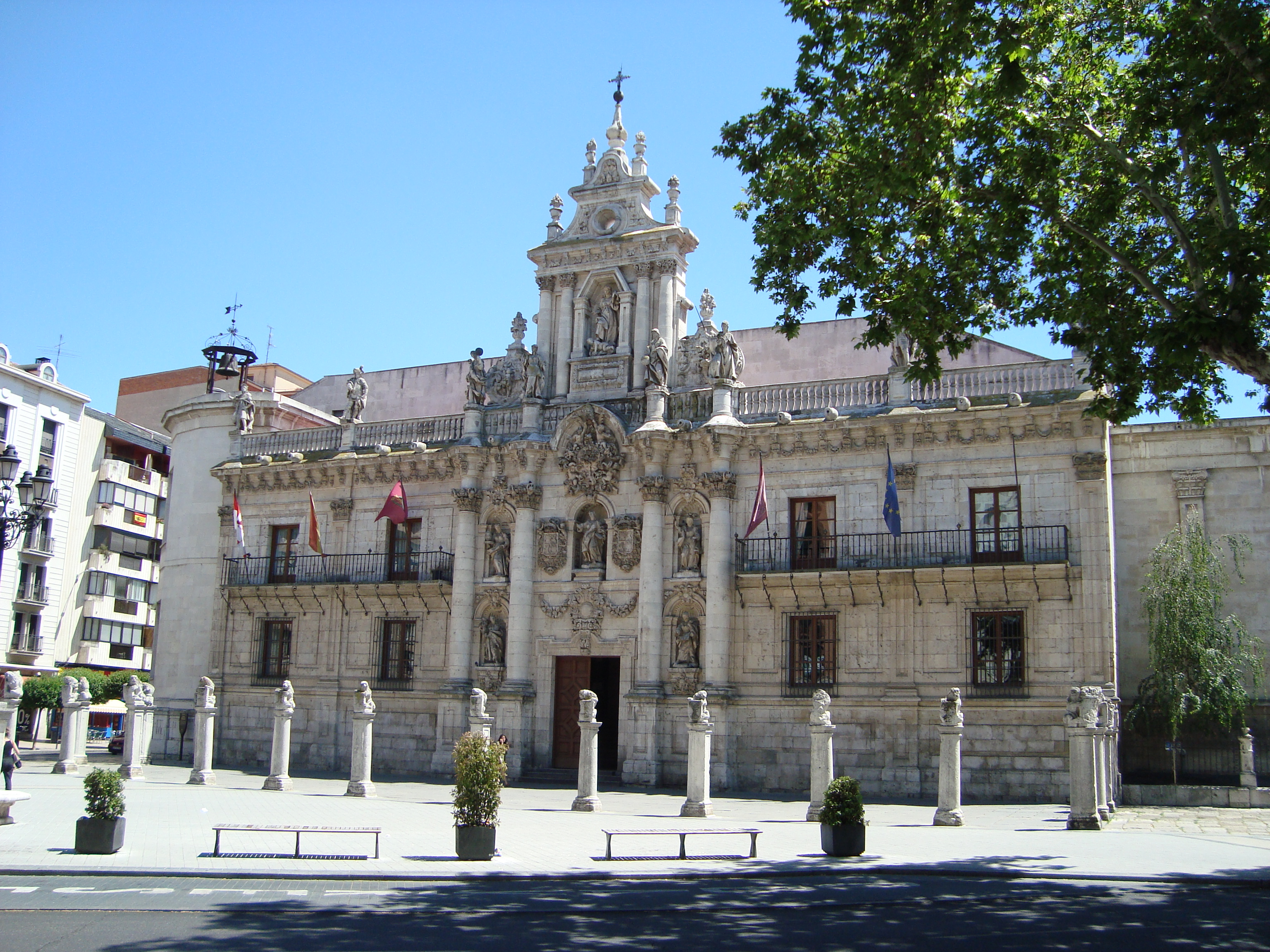
budova valladolidské univerzity
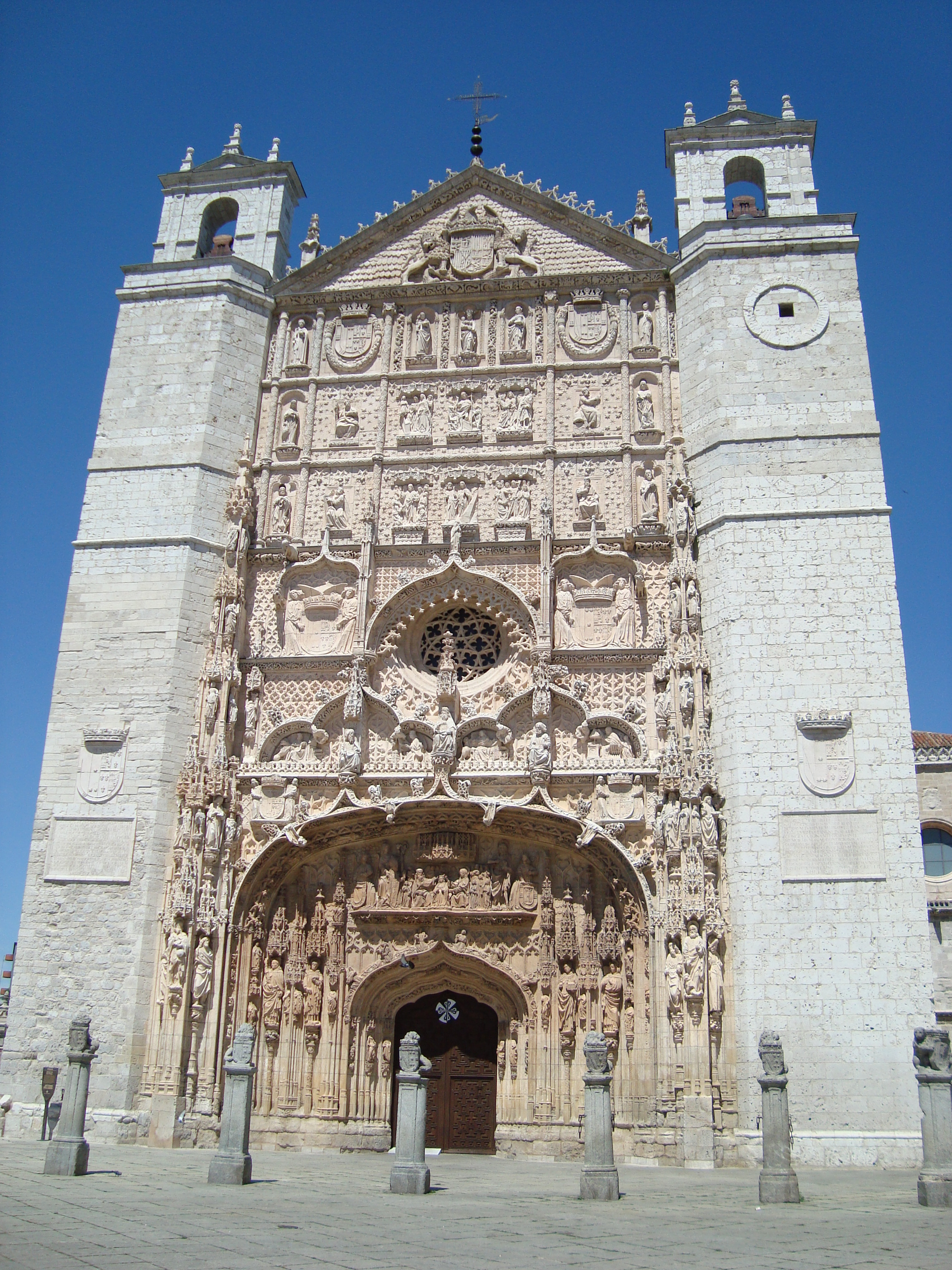
kostel San Pablo
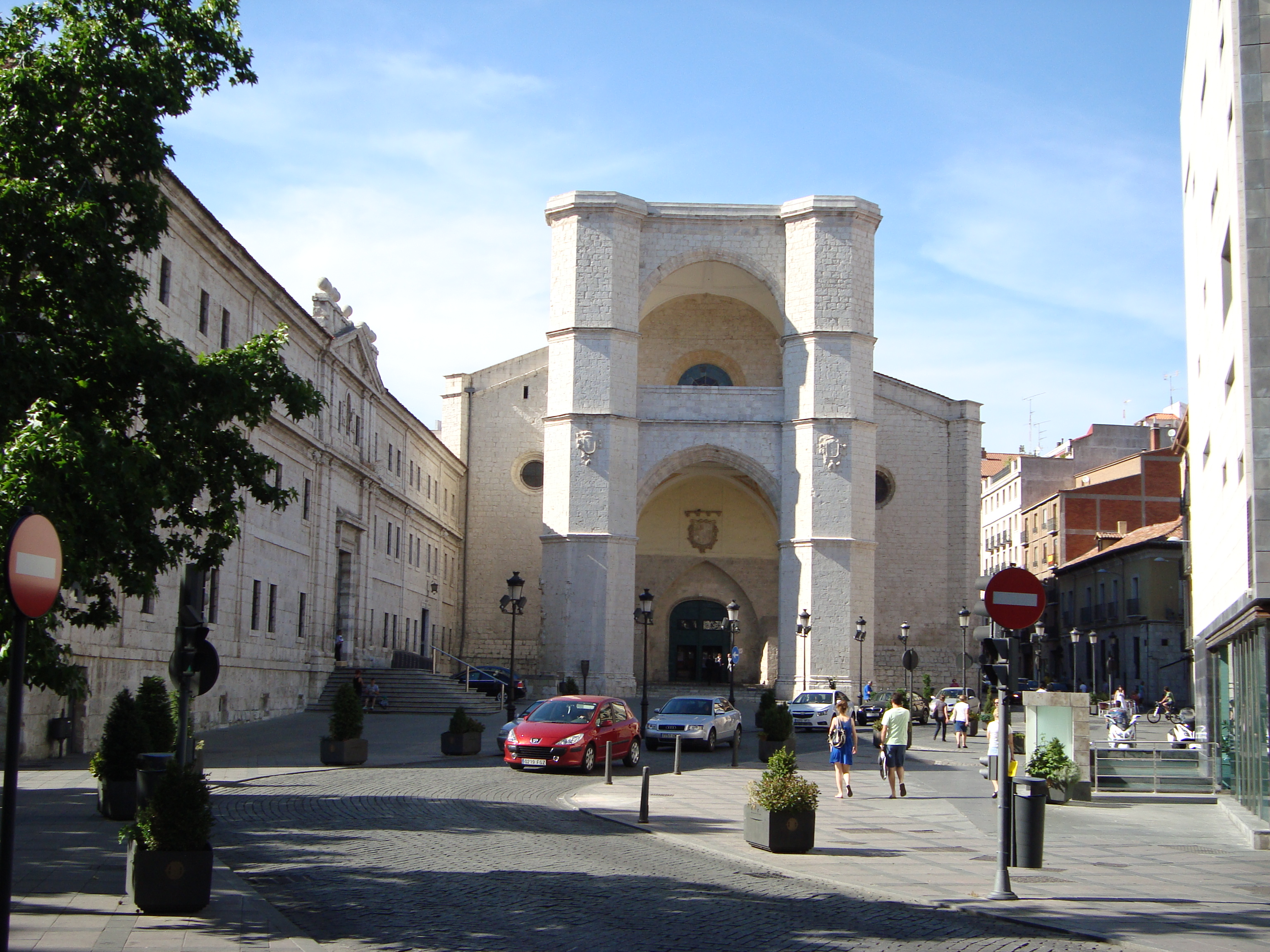
kostel San Benito
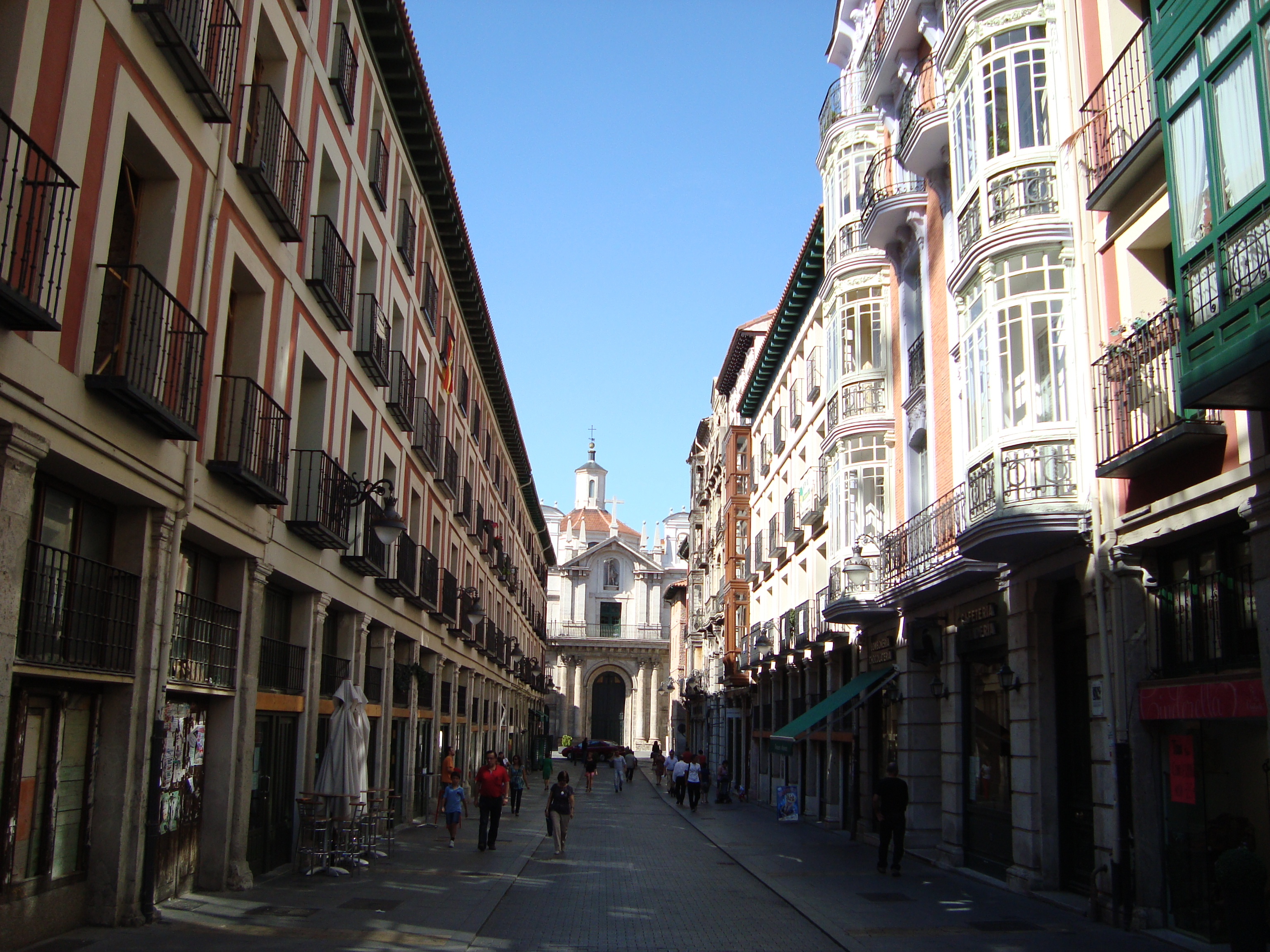
ulice v centru města
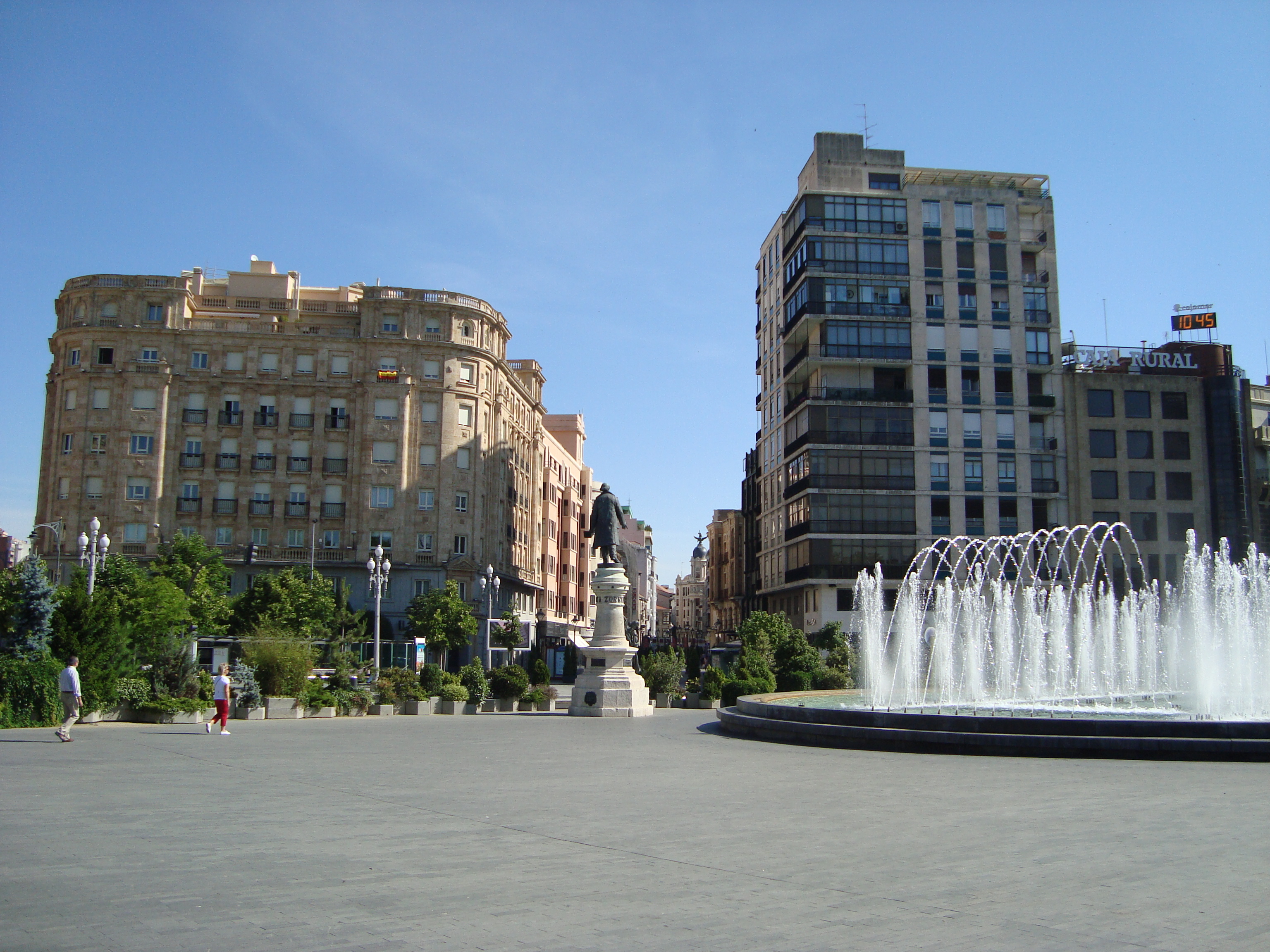
Plaza Zorrilla

## Osobnosti města
- Jindřich I. Kastilský (1204–1217), kastilský král
- Alfons de la Cerda (1270–1333), syn kastilského prince
- Tomás de Torquemada (1420–1498), první španělský Velký inkvizitor
- Kryštof Kolumbus (1451–1506), mořeplavec a kolonizátor, objevitel Ameriky
- Alonso Berruguete (1488–1561), malíř, sochař a architekt
- Nikolaus Federmann (1506–1542), německý conquistador, průzkumník jihoamerického kontinentu
- Antonio de Villegas (asi 1522 – asi 1551), renesanční básník a prozaik
- Marie Portugalská (1527–1545), první manželka pozdějšího španělského krále Filipa II.
- Filip II. (1527–1598), španělský král
- Karel Španělský (1545–1568), infant a následník trůnu
- Simón de Rojas (1552–1624), světec
- Anna Rakouská (1601–1666), infantka, francouzská královna jako manželka Ludvíka XIII. a regentka
- Filip IV. (1605–1665), španělský král
- José Zorrilla (1817–1893), spisovatel
- Jorge Guillén (1893–1984), spisovatel
- Miguel Delibes (1920–2010), spisovatel
- José Luis Rodríguez Zapatero (* 1960), premiér Španělska (od 2004)
- Inés Sastre (* 1973), modelka a herečka
- Mayte Martínezová (* 1976), atletka-běžkyně
- Roldán Rodríguez (* 1984), pilot F-1

## Sport
Českým fotbalovým fanouškům je město známo neslavným vystoupením československého reprezentačního týmu na Mistrovství světa ve fotbale 1982. Na úvod remíza s Kuvajtem 1:1, pak v Bilbau prohra s Anglií 0:2 a na závěr opět remíza s Francií 1:1. Francie vypadla nešťastně v semifinále s Německem a celé mistrovství vyhrála Itálie.

## Partnerská města
- Boston, Spojené státy americké
- Florencie, Itálie
- Lille, Francie
- Morelia, Mexiko
- Orlando, Spojené státy americké